# Municipi d'Esbjerg
El municipi d'Esbjerg és un municipi danès que va ser creat l'1 de gener del 2007 com a part de la Reforma Municipal Danesa, integrant els antics municipis de Bramming, Ribe i Esbjerg. El municipi és situat a la costa est del sud de la península de Jutlàndia, a la Regió de Syddanmark, abastant una superfície de 742 km².
Dues illes Frisones, Mandø i Langli, situades al mar de Wadden, formen part del municipi. Mandø és accessible per carretera amb la marea baixa, Langli no està habitada. L'illa de Fanø forma un municipi independent.
La ciutat més important i seu administrativa del municipi és Esbjerg (71.025 habitants el 2009, la cinquena en importància del país). Altres poblacions del municipi són:
- Andrup
- Bramming
- Bryndum
- Egebæk
- Endrup
- Gørding
- Gredstedbro
- Grimstrup
- Guldager
- Hunderup
- Jernved
- Jernvedlund
- Lustrup
- Nørre Vejrup
- Øster Vedsted
- Ravnsbjerg
- Ribe
- Roager
- Skads
- Store Darum
- Tarp
- Tjæreborg
- Vester Nebel
- Vester Vedsted
- Vilslev

## Consell municipal
Resultats de les eleccions del 18 de novembre del 2009:
| Partit                       | vots  | % vots |
| ---------------------------- | ----- | ------ |
| Socialdemokratiet            | 14883 | 27,6   |
| Det Radikale Venstre         | 1035  | 1,9    |
| Det Konservative Folkeparti  | 3142  | 5,8    |
| Socialistisk Folkeparti      | 8770  | 16,3   |
| Nihilistisk Folkeparti       | 116   | 0,2    |
| Dansk Folkeparti             | 3941  | 7,3    |
| Venstre                      | 21192 | 39,3   |
| Enhedslisten - De Rød-Grønne | 839   | 1,6    |

### Alcaldes
| Alcalde       | Període               | Partit  |
| ------------- | --------------------- | ------- |
| Johnny Søtrup | 1-1-2007 a 31-12-2009 | Venstre |
|               | 1-1-2010 a 31-12-2013 |         |